# Borsuki (sielsowiet Użmiony)
Borsuki (biał. Барсукі; ros. Барсуки) – wieś na Białorusi, w obwodzie witebskim, w rejonie miorskim, w sielsowiecie Uźmiony.
Dawniej używana nazwa – Borsuki Zamoszańskie.

## Historia
W czasach zaborów wieś w gminie Leonpol, w powiecie dzisieńskim, w guberni wileńskiej Imperium Rosyjskiego.
W latach 1921–1945 kolonia leżała w Polsce, w województwie wileńskim, w powiecie dziśnieńskim (od 1926 w powiecie brasławskim), w gminie Leonpol.
Według Powszechnego Spisu Ludności z 1921 roku zamieszkiwały tu 84 osoby, wszystkie były wyznania prawosławnego i zadeklarowały białoruską przynależność narodową. Było tu 18 budynków mieszkalnych. W 1931 w 20 domach zamieszkiwało 100 osób.
Wierni należeli do parafii rzymskokatolickiej i prawosławnej w Leonpolu. Miejscowość podlegała pod Sąd Grodzki w Drui i Okręgowy w Wilnie; właściwy urząd pocztowy mieścił się w Leonpolu.
W wyniku napaści ZSRR na Polskę we wrześniu 1939 miejscowość znalazła się pod okupacją sowiecką. 2 listopada została włączona do Białoruskiej SRR. Od czerwca 1941 roku pod okupacją niemiecką. W 1944 miejscowość została ponownie zajęta przez wojska sowieckie i włączona do Białoruskiej SRR.
Od 1991 w składzie niepodległej Białorusi.